# Josefa Ignacia Albisu Aranburu
Josefa Ignacia Albisu Aranburu, també coneguda com Joxpinixi i "Pelotari"(Lazkao, 19 de març de 1859 - Donostia, 4 de febrer de 1950) és considerada la primera dona en jugar a Pilota basca a mà.

## Biografia
Va fer-se rellevant com a pilotari el 8 de març de 1885, quan va desafiar i véncer en dos partides contra dos homes en el frontó de Lazkao. El desafiament va convocar a 2.500 persones com a públic, on en vint minuts va véncer 30-11. El sendemà disputà la segona partida, a Tolosa.
Posteriorment jugaria fins a dos o tres partides més, i tingué una oferta per a jugar a Amèrica, que rebutjà.
Es tracta d'una pionera de la pilota, com Tita Azantza o Tita de Cambó ho fou, jugant a guant, en el segle xviii o Maria Unzueta jugava amb xistera pel volts de 1890. En el cas valencià i català, hi ha testimonis de jugadores de cesta pels volts del 1897, mentre que les raquetistes van sorgir el 1917.